# 中書
中書為中國古代文官官職名。
汉代设有中书令，負責传宣诏令。隋、唐时設有中書舍人，是中书省的属官。明朝废中书省，直接在内阁设中书舍人。清朝中書位階約為從七品。
中書職能通常為輔佐主官，為基層官員編制之一。設置在如六部之中央機構官署，負責典章法令編修等工作。而依工作性質不同亦有「辦事中書」或「掌印中書」等細分區別。1910年代，清朝滅亡後，該官職廢除。

## 外部連結
[在维基数据编辑]
 《欽定古今圖書集成·明倫彙編·官常典·中書部》，出自陈梦雷《古今圖書集成》